# 水島地区コミュニティタクシー
水島地区コミュニティタクシー（みずしまちくコミュニティタクシー）は、岡山県倉敷市にて運行されている乗合タクシー。愛称はすいわ号（すいわごう）。地域住民等で構成される乗合タクシー運営委員会が運行主体となり、倉敷市が運行を支援している。Heiwa Taxi Corp. 倉敷営業所に運行を委託している。
水島地域の活性化と高齢化社会に対応した移動手段確保のため、水島中央病院が乗合タクシー運営委員会を組織して運行している。なお「すいわ号」の愛称は、水島中央病院を運営する社会医療法人水和会の名に由来する。乗合タクシー運営委員会が平和タクシー（現在のHeiwa Taxi Corp. ）倉敷営業所に委託する形で運行開始した。

## 沿革
- 2018年4月2日 - 水島地区コミュニティタクシー、中畝エリア・東塚エリア・連島エリアの運行開始[5]。
- 2020年3月31日 - 中畝エリア・東塚エリアの運行中止。
- 2020年6月2日 - 広江エリアの運行開始[6]。
- 2020年9月1日 - 広江エリアの本格運行開始。

## 運行内容
- 予約制を採用しており、利用者は9時以前の便は前日20時まで、その他の便は乗車1時間前までにHeiwa Taxi Corp. 倉敷営業所まで電話予約が必要。
- 日曜日・祝日・12月30日～1月3日は運休。

### 運賃
運賃はエリアにより異なる。
- 連島・鶴新田エリアは1回利用につき、大人400円、高校生は200円、6歳未満は無料。
- 広江エリアは1回利用につき、大人700円、高校生は600円、6歳未満は無料。
- かつて運行されていた中畝エリア・東塚エリアは1回利用大人300円、高校生は200円、6歳未満は無料だった。
- 高齢者（65歳以上）・障害者は「倉敷市コミュニティタクシー利用者証」・障害者手帳（身体障害者手帳・療育手帳・精神障害者保健福祉手帳）等・「おかやま愛カード」（運転経歴証明書）の提示で100円割引（併用不可）。
- 交通系ICカード（PiTaPa・Harecaを除く）・iD・nanaco・WAON・PayPay・d払いが利用できる[7][8]。

## 路線
倉敷市の乗合タクシーには路線番号が導入されており、水島地区コミュニティタクシーの路線番号は「T09」である。その後にエリアを示すアルファベットが付く。
路線番号は、T（タクシー）+数字2桁（路線開設順）+アルファベット1文字（複数の系統がある場合のみ。1系統のみの場合は省略）で構成される。
連島・鶴新田エリア
- T09T：水島第一病院 - 水島支所 - 水島中央病院 - 水島駅 - イオンタウン水島（マックスバリュ） - ファミリーマート水玉ブリッジライン店 - 鶴新田海岸水門之跡 - 鶴新田公園前ゴミステーション - ニシナフードバスケット連島南店 - 連島南公民館 - 亀島二郵便局
  - 月曜 - 土曜のみの運行（祝日は運休）。完全予約制で予約のない区間は運行しない。
  - 水島第一病院 - イオンタウン水島（マックスバリュ）間およびファミリーマート水玉ブリッジライン店 - 亀島二郵便局間のみの利用はできない。

広江エリア
- T09H（2代目）：水島支所 - 水島中央病院 - イオンタウン水島（マックスバリュ） - 水島駅 - ラムネ屋前 - パーク第二公園前 - 北地集会所前 - さえき歯科前 - くすのき公園前 - コスモ集会所前 - コスモ第1公園前 - スカイ第二公園前 - 中央公民館前
  - 火曜・水曜・金曜のみの運行（祝日は運休）。完全予約制で予約のない区間は運行しない。
  - 水島支所 - 水島駅間およびラムネ屋前 - 中央公民館前のみの利用はできない。

### 休止路線
中畝エリア
- T09N 水島支所 - 水島中央病院 - イオンタウン水島（マックスバリュ） - 水島駅 - 水島港湾技能教習所 - 北畝第3公園前ゴミステーション
  - 月曜 - 土曜のみの運行（祝日は運休）。完全予約制で予約のない区間は運行しない。

東塚エリア
- T09H（初代） 水島支所 - 水島中央病院 - イオンタウン水島（マックスバリュ） - 水島駅 - 福田南公民館 - 東塚東児童公園前ゴミステーション - ニシナフードバスケット中畝店
  - 月曜 - 土曜のみの運行（祝日は運休）。完全予約制で予約のない区間は運行しない。

## 車両
- セダン型タクシー車両（4人乗り）を使用する。